# نیوتا (بونوبو)
نیوتا (متولد ۱۹۹۸ در جورجیا) همچنین با واژه یرکیش  نیز شناخته می‌شود، یک بونوبو است. نیوتا در مرکز تحقیقات زبان در دانشگاه ایالتی جورجیا به دنیا آمد. مادرش پانبانیشا و پدرش پی سوک بود. با مرگ پانبانیشا در ۶ نوامبر ۲۰۱۲، نیوتا تنها عضو بازمانده خانواده او شد.
نام نیوتا در زبان لینگالایی، (زبانی در جمهوری دموکراتیک کنگو در آفریقا)، به معنی ستاره است. نیوتا توسط پانبانیشا و کانزی به‌همراه نخستی‌شناسان، سو سویج رامبا و ویلیام ام. فیلدز پرورش یافت.

## تحقیقات
به‌عنوان یک جوان زودرس در سال ۲۰۰۴، نیوتا برای محققانی که تأثیرات بین‌نسلی زبان و فرهنگ را در یک بونوبوی نسل دومی که در یک محیط دوفرهنگی پرورش یافته است، مورد بررسی قرار می‌دهند. در ۲۵ آوریل ۲۰۰۵، او به‌همراه برادرش ناتان (درگذشته ۱۵ مه ۲۰۰۹) و مادر پانبانیشا (درگذشته ۶ نوامبر ۲۰۱۲) به گریت ایپ تراست در آیووا نقل‌مکان کردند. پدرش پی سوک (درگذشته ۷ ژوئیه ۲۰۰۶ در آیووا)، دایی‌اش کانزی، مادربزرگ او ماتاتا و سایر بستگانش نیز به آنجا منتقل شدند.